# 三家春
三家春，是臺灣彰化縣花壇鄉的一個傳統地域名稱，位於該鄉東南部。相較於今日行政區，其範圍大致包括三春村、永春村和長春村。

## 歷史
台灣清治末期至日治初期，三家春地區為一街庄，稱為「三家春庄」，隸屬於燕霧上堡。該庄北與橋仔頭庄為鄰，東與舊社庄、社口庄為鄰，南邊為埤仔頭庄，西邊為茄苳腳庄。
1901年（日治明治三十四年）11月，該庄隸屬於彰化廳。1909年（明治四十二年）10月，改隸屬於臺中廳。1920年（大正九年），該庄改制為「三家春」大字，隸屬於臺中州彰化郡花壇庄。
戰後花壇庄改制為花壇鄉，隸屬於彰化縣，大字亦改制為村。因人口增加，本地區已拆分成多個村。

## 交通
縣道137號（彰員路一段）是彰化至二水源泉的道路，主要沿八卦台地西側山麓地帶而行，大致以7字形經過三家春地區中西部，往西北轉北可前往彰化，往南可前往員林、田中、二水等地的八卦台地山麓地帶。
縣道139號（大彰路五段～四段）是新港至鹿谷初鄉的道路，大致以縱向經過本地區東部邊界地帶，往北可前往彰化、新港，往南可前往南投、集集、鹿谷等地。

## 學校
- 三春國小

## 景點
- 三春老樹（茄苳公）